# Katolička Crkva na Islandu
Katolička Crkva na Islandu dio je svjetske Katoličke Crkve, u punom zajedništvu s papom i Rimskom kurijom, na području Islanda. Druga je po brojnosti kršćanska zajednica na otoku.

## Povijest
Island je tradicijski kršćanska zemlja zapadne Crkve. Do pojave kršćanstva ovdje su se štovala nordijska božanstva, religija koja nije sasvim istovjetna germanskom paganizmu. Donijeli su ju Nordijci kad su se naselili na Island u 9. stoljeću. 
Među prvim doseljenicima bili su i irski kršćanski redovnici zvani papari. Nakon dolaska kršćanstva, stanovništvo je prešlo na kršćanstvo oko 1000. godine, ali poganstvo nije tad nestalo. Do 1530. Island je bio rimokatolički i pod danskom krunom. 
Prije reformacije bile su dvije biskupije na Islandu, Skalholtska biskupija, prvi biskup bio je Ísleifur Gissurarson (1056.), i holarska biskupija, čiji je prvi biskup bio bl. Jón Ögmundsson (1106.).
Rimokatoličanstvo je bila glavna vjera sve do širenja protestantizma koji je prevladao u Danskoj, pod čijom je vlašću Island bio. Te 1530. godine službeno je postao luteranski pod krovom procesa islandske reformacije, koja je vrhunac dosegnula 1550. godine.
Prelazak je bio nasilan. Dvojica, Oddur Gottskálksson i Gissur Einarsson su bili učenici Martina Luthera i uskoro su našli sljedbenike, osobito nakon što se je kralj Kristijan III. od Danske i Norveške proglasio za luteranstvo i pošao sprovodit promjene u kraljevstvu, što je dovelo do građanskog rata. Biskupi dviju katoličkih biskupija, skalholtski Jón Arason i holarski Ögmundur Pálsson suprotstavili su se kraljevoj volji i promicanju reformacije na Islandu. Danski službenici su deportirali Pálssona 1541., no Arason se je odlučio boriti. Opiranje reformaciji okončalo je 1550. godine kad su Arasona zarobili nakon što su ga rojalističke snage porazile u sauðafellskoj bitci predvođene Daðijem Guðmundssonom. Arasona i njegovu dvojicu sinova su dekapitirali 7. studenoga 1550. godine.
Daljnja posljedica bila je da je katoličanstvo stavljeno izvan zakona i crkvenu imovinu prisvojili su islandski vladari. Latinski jezik ostao je službenim jezikom u luteranskoj Islandska narodna Crkva sve do 1686. godine. Zadržani su veliki dio katoličkog nazivlja i ostalih vanjskih znakova, premda luteranska učenja značajno odudaraju od katoličkog nauka. Katolici koji su se odbili konvertirati prisiljeni su u izgon. Većina su izabrali Škotsku kao mjesto zbjega. Katolički kler bio je više od tri stoljeća istjeran s Islanda. 
Danas je na Islanda samo jedna rimokatolička biskupija. To je Reykyjavička biskupija. 2015. godine biskup joj je Dávid Bartimej Tencer. Dioceza nije dio neke crkvene provincije, odnosno nema nadbiskupa ni nadređene nadbiskupije, nego je izravnom pod Svetom Stolicom.
Katolička Crkva uspostavila je 8. prosinca 1855. godine jurisdikciju imena Apostolska prefektura Sjevernog pola (Praefectura Apostolica Poli Arctici) u kojoj se je našao Island. Nekoliko godina poslije dvojica francuskih katoličkih svećenika Bernard Bernard (1821. – 1895.) i Jean-Baptiste Baudoin (1831. – 1875.) doselili su se na Island 1857. i 1858. godine respektivno. Naišli su na različit prijam. 1862. godine Bernard je napustio zemlju, a Baudoin je ostao do 1875. godine. U međuvremenu je 17. kolovoza 1869. papa Pio IX. je  Apostolska prefektura Danske kojoj je pripadao Island. Sloboda vjeroispovijesti uzakonjena je 1874. godine. Jedno vrijeme je prošlo i katolički misionari su se vratili, i do prijelaza u novo stoljeće katolici su imali crkvu, školu i bolnicu koju su vodile časne sestre.
Bivša jurisdikcija postala je Apostolski vikarijat Danske 15. ožujka 1892. godine. Neko vrijeme poslije ozemlje otoka postalo je posebna jedinica za Katoličku Crkvu. 23. lipnja 1923. godine za Island je osnovana Apostolska prefektura Islanda te 6. lipnja 1929. Apostolski vikarijat Islanda. 18. listopada 1968. godine ta je jedininica postala biskupijom sa sjedištem u Reykjaviku, Reykjavičkom biskupijom. Premda je katolička populacija ostala mala, postotnim udjelom i ukupnim brojem, bitno je narasla s 450 pripadnika 1950. godine na 5590 2004. godine, u vrijeme kad je broj stanovnika narastao sa 140 000 na 290 000.

## Vanjske poveznice
- Reykjavička biskupija (eng. i isl.)
- Catholic Hierarchy (eng.)